# 伊藤みのり
伊藤 みのり（いとう みのり、1962年9月5日 - ）は、元広島ホームテレビのアナウンサー。広島県竹原市出身。アナウンス部長。

## 人物
身長162cm。広島県立竹原高等学校を経て広島修道大学人文学部英語英文学科（9回生）卒業後、1986年広島ホームテレビ入社。
報道部や制作部の所属でアナウンサーと記者、ディレクターを兼任し、アナウンサーとしては夕方ニュースのキャスターや情報番組MC・リポーター、さまざまなイベント司会などを担当し、『HOMEフレッシュモーニング』や『あっぱれ!熟年ファイターズ』などの番組を担当した。
高校では放送部、大学では放送研究会に所属。高校の時にNHKの県内の放送コンクールにエントリーし、国語の先生から指導を受け朗読部門で入賞した。
大学時代はテレビ局やラジオ局のアルバイトをしていた。
2020年7月に総合編成局放送部長に異動したが、2021年7月にアナウンサーとして復帰し、公式ホームページに再掲載されている。
60歳の誕生日を迎えた2022年9月5日、38年間在籍した広島ホームテレビを定年退職した。

## 出演番組

### 現在
不定期
- ワイド!スクランブル（11:42頃のローカルニュース、毎日ではない）
- ANNスーパーJチャンネル（ローカルニュース、毎回ではない）

### 過去
- HOMEフレッシュモーニング
- ANN 530ステーション（ローカルニュース）
- ステーションEYE（ローカルニュース）
- たわわのTARZAN
- 西田篤史のテレビランド
- HOME Jステーション
- あっぱれ!熟年ファイターズ（2009年4月18日 - 2017年12月30日）